# (35097) 1991 GS5
1991 GS5 (asteroide 35097) é um asteroide da cintura principal. Possui uma excentricidade de 0.15360660 e uma inclinação de 5.86718º.
Este asteroide foi descoberto no dia 8 de abril de 1991 por Eric Walter Elst em La Silla.